# Wikitude
Der Wikitude (World Browser) war eine Augmented-Reality-Software für Mobilgeräte, die von der österreichischen Entwicklerfirma Wikitude GmbH (bis Ende Mai 2011 Mobilizy GmbH) entwickelt und im Oktober 2008 als Freeware veröffentlicht wurde. Wikitude ist die erste Mobile App, die auf einem standortbezogenen Ansatz der erweiterten Realität (englisch augmented reality, kurz AR) basiert.
Im September 2021 wurde bekannt, dass Wikitude von Qualcomm übernommen wurde.
Nach der Ankündigung im August 2023, wurden alle Wikitude-Dienste am 21. September 2024 abgeschaltet.

## Funktionsweise
Bei der standortbezogenen Augmented Reality wird die Position der Objekte am Bildschirm des Mobilgerätes über die Position des Anwenders (GPS), die Richtung, in die der Anwender gerade sieht (Kompass) und dem Bewegungssensor berechnet. Praktische Anwendungsbeispiele finden sich dabei u. a. im Bereich der Location Based Services (etwa bei der Frage nach dem nächsten Geldautomaten), des Tourismus (mit dynamisch erzeugten Informationen über Sehenswürdigkeiten) bis hin zu Spielen. Im Gegensatz dazu wird bei der marker-basierten Augmented Reality eine Markierung (Marker, z. B. QR-Code) für das Tracking verwendet.
Zentrales Element beim Wikitude-World-Browser ist der Standort. Während beim gewöhnlichen Internet der Standort eine untergeordnete Rolle spielt, ist das Browsen von Inhalten im Wikitude-World-Browser für den mobilen standortbezogenen Nutzen optimiert. Dabei bietet die Augmented-Reality-Ansicht im Gegensatz zur Kartenansicht, die eine abstrakte Ansicht von oben bietet, eine direkte, mit zusätzlichen Inhalten „erweiterte“ Ansicht auf die Wirklichkeit.

## User-Generated-Content
Neben der Optimierung der Visualisierung von standortbezogenen Inhalten wurde für den Wikitude World Browser auch das Erfassen von Inhalten für den standortbasierten Nutzen optimiert. Mittels KML und ARML können Daten von der Community (User-generated content) erfasst werden. Zusätzlich werden weitere Tools angeboten, um Inhalte im Wikitude World Browser zur Verfügung zu stellen, etwa können Web-Services registriert werden, die dynamisch Daten ausliefern. Wikitude war W3C Mitglied und entwickelt ARML im Rahmen eines W3C-Projektes weiter.

## Diskussion

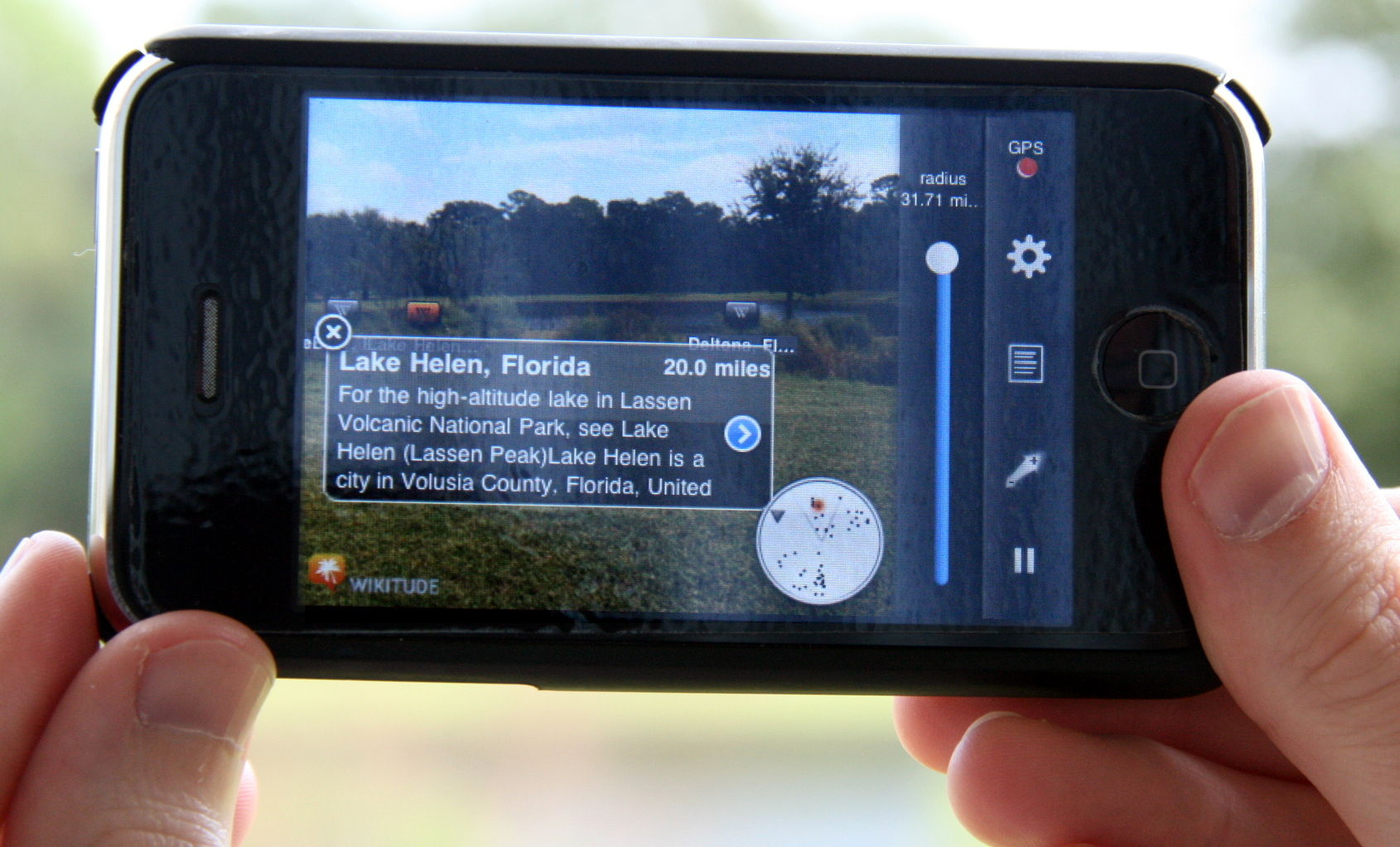
Wikitude World Browser auf iOS

Es gibt unterschiedliche Ansichten, ob der standortbezogene Ansatz der Augmented Reality von Wikitude wirklich der Augmented Reality zuzurechnen ist. Hauptkritikpunkt dabei ist die Genauigkeit, da sich etwaige Ungenauigkeiten von GPS, Kompass und Bewegungssensoren bei der Berechnung der Position der virtuellen Objekte aufsummieren könnten. In der Praxis erweist sich diese Technik jedoch als viel einfacher umzusetzen und anzuwenden als der marker-basierte Ansatz. In einer Auflistung der Top 5 AR-Apps von The Telegraph aus dem Jahr 2010 verwenden drei Mobile-Applikationen den standortbezogenen Ansatz (Google Goggles verwendet beide Ansätze).

## Auszeichnungen
- 2017:
  - Best Developer Tool, AWE Auggie Awards[13]
- 2012:
  - Best Augmented Reality Browser, Augmented Planet[14]
  - Best Augmented Reality Developer Tool, Augmented Planet
  - Android Apps Magazine – Best Augmented Reality app 2013[15]
- 2011:
  - Best Augmented Reality Browser, Augmented Planet[16]
  - Best Augmented Reality Developer Tool, Augmented Planet
  - Best BBM Connected Application, BlackBerry EMEA Innovation Award[17]
  - Most Addictive Social App using BBM Social Platform, 2011 BlackBerry Developer Challenge[18]
- 2010:
  - Best Augmented Reality Browser, Augmented Planet[19];
  - World Summit Award[20]
  - Galileo Master 2010 at European Satellite Navigation Competition[21]
  - Global Champion at Navteq Challenge 2010[22]
  - Hagenberg Award[23]
  - Grand Prize Winner Navteq Challenge 2010 (EMEA Region)[24]
- 2009:
  - Best Augmented Reality Browser, Augmented Planet[25]
  - GSMA Mobile Innovation 2009 Global Competition EMEA „Top Innovator“
  - Salzburger Wirtschaftspreis[26]
- 2008:
  - Android Developer Challenge Top-50 Award[27][28][29][30]